# Kraussia kirkii
Kraussia kirkii là một loài thực vật có hoa trong họ Thiến thảo. Loài này được (Hook.f.) Bullock mô tả khoa học đầu tiên năm 1934.